# 彭程 (花样滑冰运动员)
彭程（1997年4月23日—），黑龙江哈尔滨人，中国女子花样滑冰运动员，主攻双人滑。彭程刚开始练习双人滑时和张天赐搭档，2012年5月，她开始和张昊搭档。2016年4月，中国花样滑冰队对队内双人滑组合进行拆对重组，彭程不再与张昊搭档，改为与金杨搭档。